# Glucógeno sintasa
La glucógeno sintasa (EC 2.4.1.11) es una enzima que participa en la síntesis del glucógeno. Cataliza la reacción de transferencia del grupo glucosil de la UDP-glucosa al polímero glucógeno en formación mediante un enlace glucosídico α(1→4).
{\displaystyle \mathrm {UDPG+\,Gluc{\acute {o}}geno_{(n\,residuos)}\Longleftrightarrow UDP\,+\,H^{+}+Gluc{\acute {o}}geno_{(n+1\,residuos)}\,\,\Delta {{G^{0}}^{\prime }}=-13{,}4\,kJ\cdot \,mol^{-1}} }
La enzima almidón sintasa utiliza ADP-glucosa en vez de UDP-glucosa. La glucógeno sintasa activa de los tejidos animales es un complejo de la subunidad catalítica y la proteína glucogenina. La enzima requiere glucogenina glucosilada como iniciador de la polimerización. La glucogenina glucosilada es el producto de reacción de la enzima glucogenina glucosiltransferasa.

## Isoenzimas
En el ser humano se conocen dos isozimas:
- Glucógeno sintasa 1 (GYS1). Se expresa en el músculo. El papel del glucógeno muscular es proporcionar energía durante la actividad física y el trabajo muscular.
- Glucógeno sintasa 2 (GYS2). Se expresa en el hígado.

## Regulación
La enzima es activada alostéricamente por glucosa-6-fosfato y la fosforilación de la enzima reduce la actividad sobre la UDP-glucosa. Cuando la enzima no está fosforilada, la glucógeno sintasa no requiere glucosa-6-fosfato como activador alostérico. En cambio cuando la enzima está fosforilada, la enzima si requiere glucosa-6-fosfato para ser activada.

## Relevancia clínica
La defectos en la glucógeno sintasa son causa de la enfermedad de almacenamiento del glucógeno tipo 0. Este es un desorden caracterizado por hipoglicemia en ayunas que se presenta en la infancia o niñez.